# Commémorations à l'occasion du 70e anniversaire du débarquement de Normandie
Plusieurs commémorations sont organisées le 6 juin 2014 à l'occasion du 70e anniversaire du débarquement de Normandie, dit Jour J (6 juin 1944), qui marque le début de la libération de la France lors de la Seconde Guerre mondiale.

## Historique des commémorations

de la Libération de la France

de la Bataille de Normandie

La première commémoration du débarquement a lieu en 1945, à Arromanches, en présence de l'ambassadeur britannique Duff Cooper et de sa femme, Diana Cooper, et de soldats anglais. Depuis, chaque année, des commémorations ont lieu le 6 juin pour célébrer le débarquement et le début de la libération de l'Europe de l'Ouest.
Jusque dans les années 1980, les commémorations du débarquement sont essentiellement militaires : les chefs d'État ne sont pas représentés. Leur mise en place après la guerre doit beaucoup à Raymond Triboulet, député du Calvados et plusieurs fois ministre des Anciens combattants. Aucun président américain ne vient sur les places normandes avant Ronald Reagan (excepté Jimmy Carter en 1978, mais à titre privé). Ce phénomène commémoratif assez récent tient en particulier aux réticences du général de Gaulle à célébrer une opération militaire anglo-américaine, dont les Français avaient été en grande partie exclus (il refuse par exemple de s'y rendre en 1964 pour le 20e anniversaire). Mais dans le contexte de guerre froide, afin de montrer aux Soviétiques que la Seconde Guerre mondiale n'avait pas uniquement été gagnée à l'est mais aussi à l'ouest, le bloc occidental décide de médiatiser davantage ce cérémonial. Le tournant est dû à François Mitterrand qui, en 1984, transforme la cérémonie militaire d'alors en cérémonie politique où sont invités les chefs d'État. L'historien Olivier Wieviorka note ainsi : « dorénavant, les commémorations ne sont plus axées sur l'idée de victoire, mais sur l'idée de paix, de réconciliation et de construction européenne ». Cela va de pair avec une américanisation de l'évènement, qui se manifeste avec l'emprunt à l'anglais américain du terme « vétéran ». Après la chute de l'URSS, d'autres nations se joignent aux commémorations, comme en 2004 l'Allemagne (avec le chancelier Gerhard Schröder) et la Russie.

## Participants

### Chefs d'État et de gouvernement

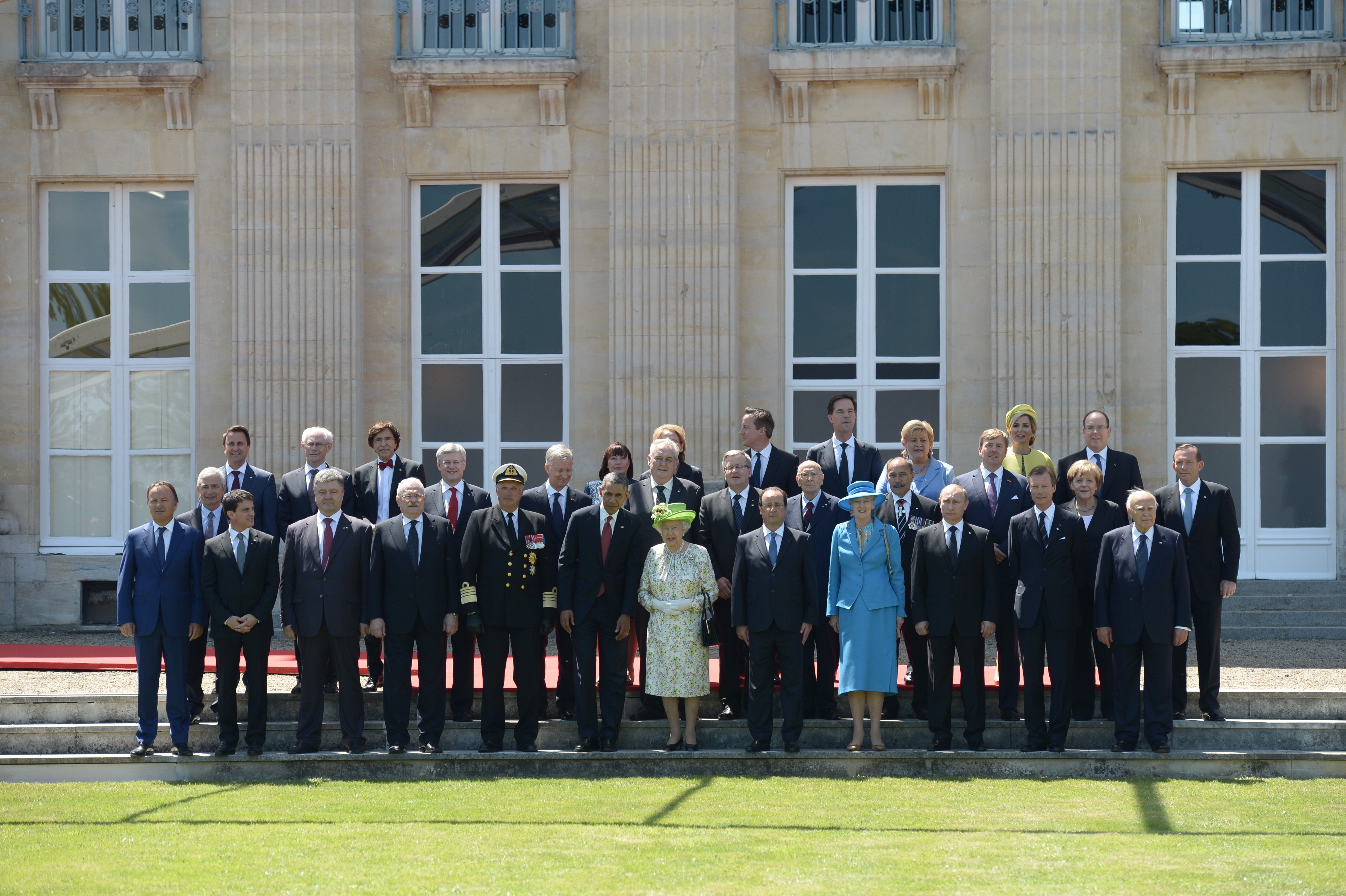
Photo officielle des chefs d’État présents aux cérémonies.

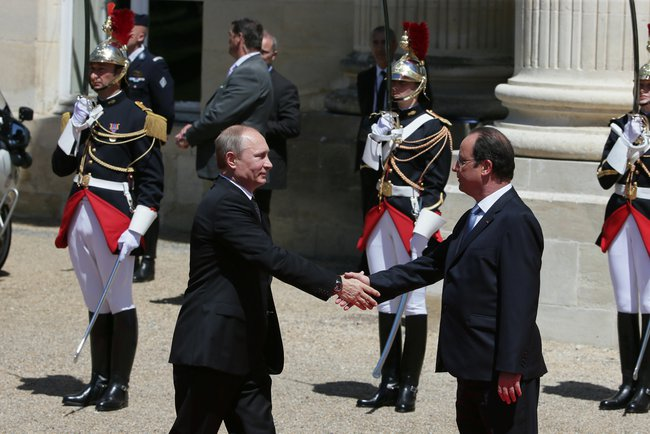
Rencontre de Vladimir Poutine et de François Hollande.

Les 24 chefs d'État, chefs de gouvernement et monarques invités aux cérémonies :
- Angela Merkel, chancelière fédérale d’Allemagne
- Tony Abbott, Premier ministre d'Australie
- Elio Di Rupo, Premier ministre de Belgique
- Stephen Harper, Premier ministre du Canada
- Barack Obama, président des États-Unis
- Károlos Papoúlias, président de la République hellénique
- Giorgio Napolitano, président de la République italienne
- Xavier Bettel, Premier ministre du Luxembourg
- Erna Solberg, Première ministre de Norvège
- Jerry Mateparae, gouverneur général de Nouvelle-Zélande
- Mark Rutte, Premier ministre des Pays-Bas
- Bronisław Komorowski, président de la République de Pologne
- Miloš Zeman, président de la République tchèque
- David Cameron, Premier ministre du Royaume-Uni
- Vladimir Poutine, président de la fédération de Russie
- Ivan Gašparovič, président de la République slovaque
- Petro Porochenko, président d'Ukraine
- Philippe, roi des Belges
- Margrethe II, reine de Danemark
- Henri, grand-duc de Luxembourg
- Albert II, prince de Monaco
- Harald V, roi de Norvège
- Willem-Alexander, roi des Pays-Bas
- Élisabeth II, reine du Royaume-Uni, du Canada, d'Australie et de Nouvelle-Zélande.

### Autres personnalités

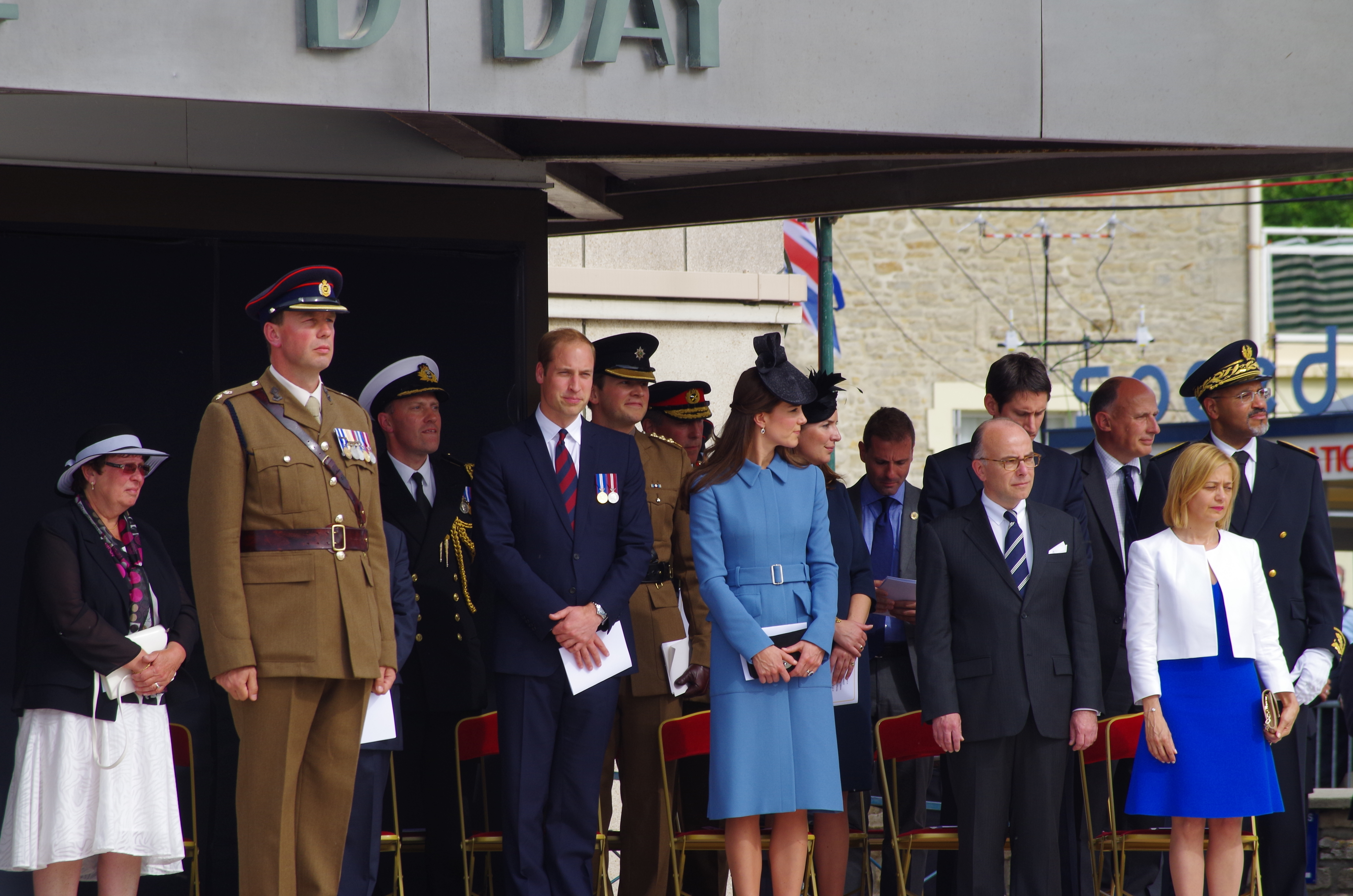
Le duc et la duchesse de Cambridge, à Arromanches-les-Bains.

- Mathilde, reine des Belges
- Laureen Harper, épouse du Premier ministre canadien
- Henrik, prince consort de Danemark
- Valéry Giscard d'Estaing et Nicolas Sarkozy, anciens présidents de la République française, Manuel Valls, Premier ministre français, Jean-Pierre Bel, président du Sénat, Claude Bartolone, président de l'Assemblée nationale, Bernard Cazeneuve, ministre de l'Intérieur, Kader Arif, secrétaire d'État aux Anciens combattants, Édith Cresson et Jean-Marc Ayrault, anciens Premiers ministres français
- May Pánou, Première dame de Grèce
- Le grand-duc Jean de Luxembourg et la grande-duchesse María Teresa
- Máxima, reine des Pays-Bas
- Ivana Zeman, Première dame de République tchèque
- Le prince Philip, duc d'Édimbourg, le prince de Galles et la duchesse de Cornouailles, le duc et la duchesse de Cambridge, Samantha Cameron, épouse du Premier ministre britannique
- Herman Van Rompuy, président du Conseil européen

### Vétérans
Environ 1 800 vétérans étaient attendus pour les cérémonies officielles,, dont 300 vétérans américains ayant participé au débarquement. Parmi eux, le Français Léon Gautier et l'Allemand Johannes Börner ou encore le Français Hubert Faure.
Le vétéran britannique Bernard Jordan défraya la chronique en « s'échappant » de sa maison de retraite dans le Sussex pour assister aux cérémonies en Normandie,. Un film britannique, The Great Escaper (en), tourné en 2022, est tiré de cette histoire avec Michael Caine reprenant le rôle de Bernard Jordan.

## Déroulement
Vingt-six cérémonies officielles sont organisées.

### Cérémonie nationale française
La cérémonie nationale d'hommage aux civils victimes de la bataille de Normandie a lieu à 9 h devant le Mémorial de Caen, présidée par le président de la République française François Hollande, en présence de 1 000 invités.

### Cérémonie franco-américaine

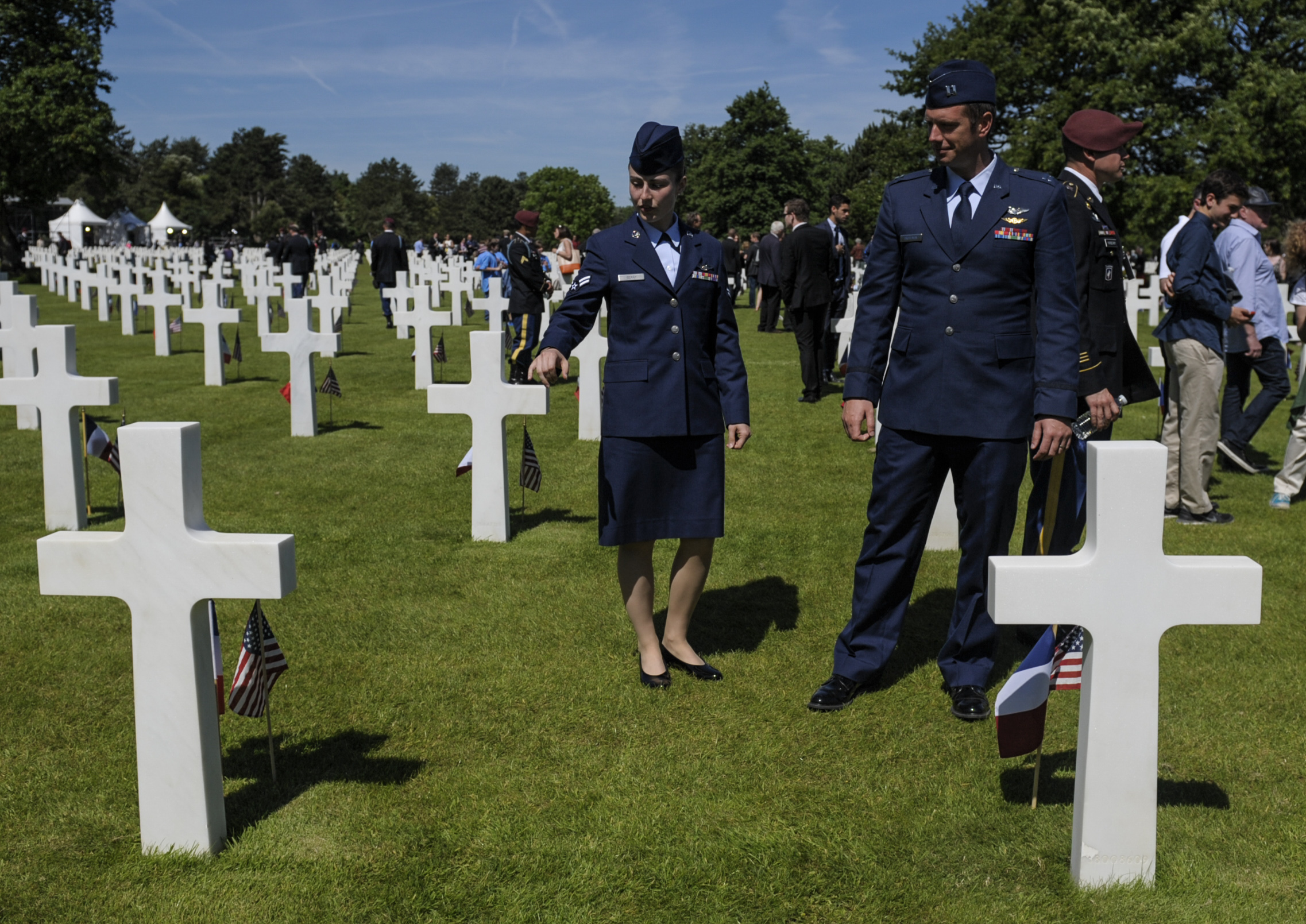
Visite du cimetière américain de Colleville-sur-Mer après la cérémonie.

La cérémonie franco-américaine a lieu à 10 h 30 au cimetière américain de Colleville-sur-Mer en présence du président de la République française François Hollande et du président des États-Unis Barack Obama. 10 000 personnes étaient attendues.

### Cérémonie franco-britannique

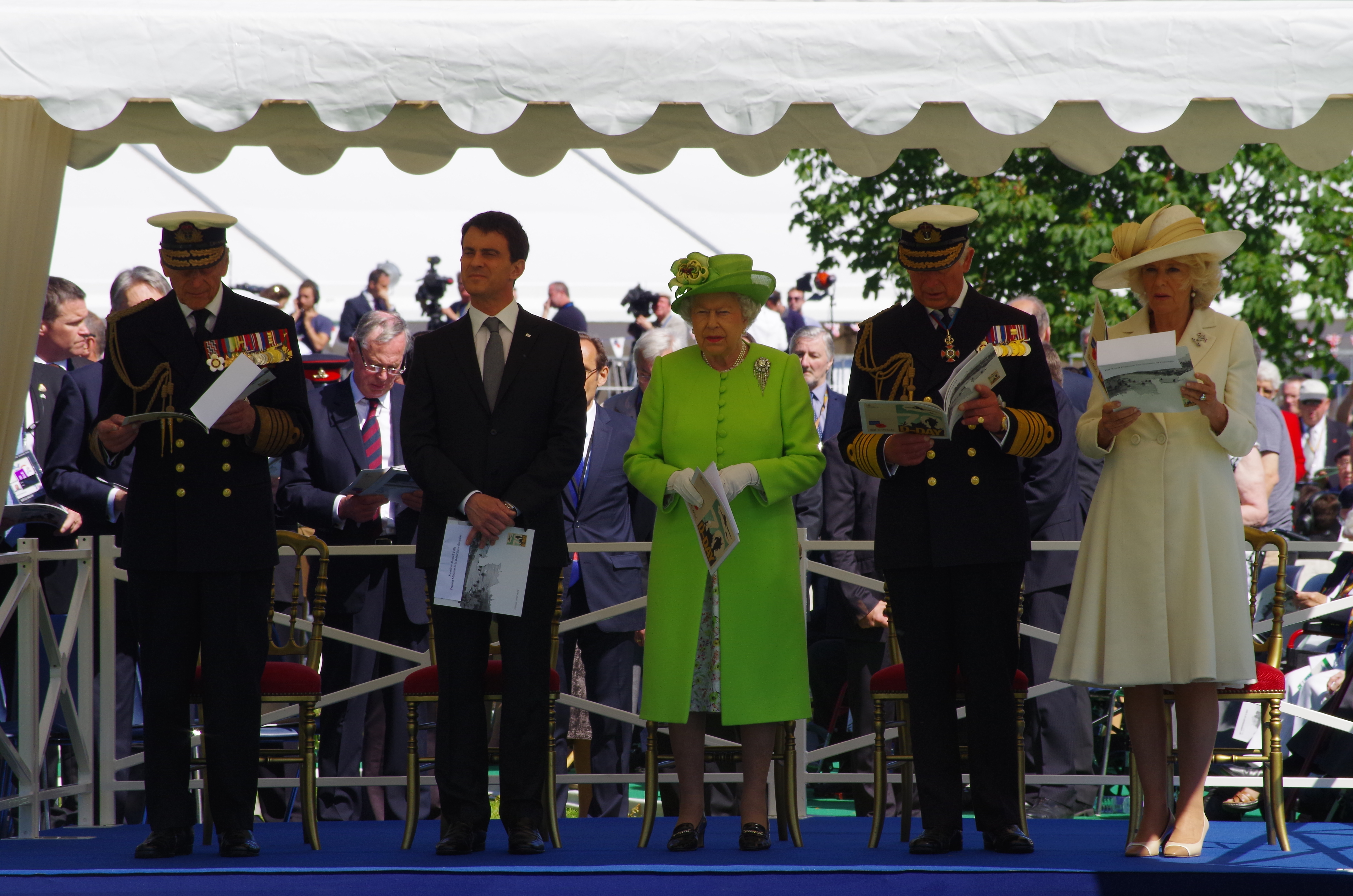
Cérémonie au cimetière militaire britannique de Bayeux.

La cérémonie franco-britannique a lieu à la cathédrale (9 h 15 à 10 h) puis au cimetière (11 h 15 à 12 h) de Bayeux en présence notamment de la reine Élisabeth II, son mari le prince Philip, leur fils le prince Charles, le Premier ministre David Cameron et le Premier ministre français Manuel Valls. Plus de 1 200 invités ont été conviés parmi lesquels Tony Abbott et Jerry Mateparae.

### Déjeuner des chefs de délégation, des vétérans et des élus
Le déjeuner des chefs de délégation, des vétérans et des élus a lieu à 12 h 15 au château de Bénouville. Le déjeuner réunit 38 invités en table d'honneur. 42 autres invités, dont 14 vétérans, déjeunent dans le salon d'honneur.
Ce déjeuner permet à Vladimir Poutine de rencontrer, d'une part le président élu de l'Ukraine Petro Porochenko, d'autre part le président des États-Unis Barack Obama. La rencontre entre le président russe et le président ukrainien est la première depuis l'élection de ce dernier le 25 mai 2014, et a pu être réalisée sous les auspices du président français François Hollande et de la chancelière allemande Angela Merkel. Les deux présidents « se sont prononcés pour la cessation au plus vite de l'effusion de sang dans le sud-est de l'Ukraine », alors que depuis fin février 2014 l'Est de l'Ukraine est le théâtre d'un soulèvement pro-russe. L'attitude du président russe dans le cadre de ce soulèvement a également conduit le président américain à cesser toute relation avec son homologue russe ; la rencontre en Normandie de MM. Obama et Poutine a donc été un signe de détente.

### Cérémonie internationale
La cérémonie internationale a lieu à 14 h 30 sur la plage Riva-Bella à Ouistreham.
Le site de la cérémonie occupe une surface équivalente à quinze terrains de football. 8 000 invités ont été conviés et répartis dans quatre tribunes : une tribune officielle de 2 000 places, une tribune pour les journalistes de 1 000 places et deux tribunes de 2 500 places chacune comportant 300 places pour les vétérans et accompagnateurs ainsi que 2 000 places pour la Normandie (enfants des écoles, monde combattant, génération des adolescents de la guerre).
Imaginée par la société Magic Garden, et chorégraphiée par Delphine Caron, chorégraphe normande, et Armando Menicacci, chorégraphe italien, le spectacle de la cérémonie retrace en quatre actes les événements dans leur chronologie : L’Europe occupée, Le Jour le plus long, Le Long chemin de la Victoire, et Les Chemins de la Paix et la construction. Près de 500 bénévoles artistiques, originaires pour la plupart de Normandie, et 150 enfants des écoles de Ouistreham y participent.

### Cérémonie franco-polonaise
La cérémonie franco-polonaise a lieu à 18 h 30, avec une heure et demie de retard, au cimetière polonais d'Urville en présence du président de la République française François Hollande et du président de la République de Pologne Bronisław Komorowski. 500 invités ont été conviés.

### Cérémonie franco-canadienne
La cérémonie franco-canadienne a lieu à 19 h au Centre Juno Beach à Courseulles-sur-Mer, en présence du Prince Charles et du Premier ministre canadien Stephen Harper. Annoncé dans un premier temps, le Premier ministre français Manuel Valls ne se rend finalement pas sur place. La France est représentée par la secrétaire d'État au numérique, Axelle Lemaire, native d'Ottawa.
Environ 4 000 personnes assistent à la cérémonie, dont une centaine de vétérans, et un millier de jeunes Canadiens.

### Cérémonie franco-danoise
La cérémonie franco-danoise a lieu sur la plage Utah Beach à Sainte-Marie-du-Mont en présence de Margrethe II, reine du Danemark et du ministre français de l'Intérieur Bernard Cazeneuve.

### Cérémonie franco-norvégienne
La cérémonie franco-norvégienne a lieu à Hermanville-sur-Mer, place du Cuirassé-Courbet devant le monument norvégien « Le Matelot », en présence du ministre français de la Défense Jean-Yves Le Drian, de la Première ministre de Norvège, Erna Solberg et du roi de Norvège Harald V.
Le vétéran norvégien Monrad Mosberg, dernier survivant du Svenner, est également présent, ainsi que six autres vétérans norvégiens, dont deux pilotes de chasse.

### Cérémonie franco-néerlandaise

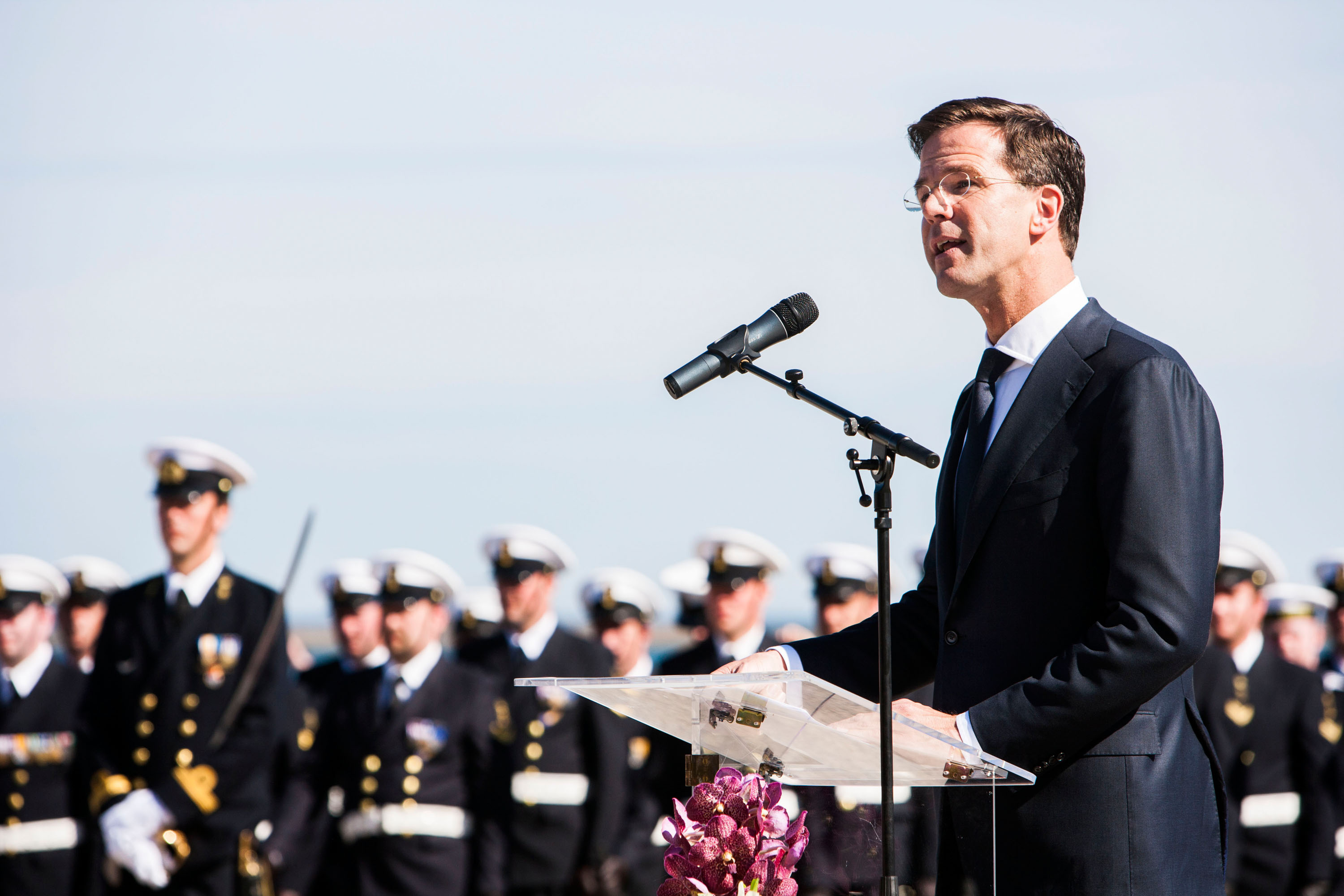
Discours de Rutte à Arromanches-les-Bains.

La cérémonie franco-néerlandaise a lieu à Arromanches-les-Bains en présence du secrétaire d’État français aux Anciens combattants et à la Mémoire, Kader Arif, du roi et de la reine des Pays-Bas, Willem-Alexander et Máxima, et du Premier ministre néerlandais Mark Rutte.

### Cérémonie franco-belge
La cérémonie franco-belge a lieu sur le pont des Belges à Trouville-sur-Mer en présence du ministre français de la Défense Jean-Yves Le Drian.

## Sécurité
Un arrêté préfectoral instaure une zone de circulation régulée (ZCR). Celle-ci concerne 145 communes le matin du 6 juin, s’étendant de Ouistreham jusqu'au département de la Manche. L'après-midi, ce sont encore 94 communes qui sont concernées jusqu'à 18 h. Seuls les riverains, leurs proches, ainsi que les professionnels travaillant dans le ZCR sont admis à y circuler.
En mer, plusieurs secteurs sont interdits devant les sites de cérémonie, des zones de mouillage pour les bateaux officiels qu'on ne doit pas approcher à moins de 300 m sont mises en place, ainsi qu'une vitesse limitée à 15 nœuds au sud de la baie de Seine. Une soixantaine de gendarmes sont mobilisés au large, appuyés par le patrouilleur côtier Le Géranium. Plusieurs bâtiments de la Marine nationale sont présents plus au large.
Pour assurer la sécurité des célébrations, près de 12 000 personnels de sécurité sont mobilisés par le gouvernement français, dont 5 500 gendarmes, 3 500 militaires, 2 000 policiers et 1 000 pompiers. À ceux-ci s'ajoutent du personnel de différents pays.
Entre le 5 et le 8 juin, 140 personnes sont prises en charge par les services de secours, dont 13 vétérans, 33 enfants et 65 ressortissants étrangers. Aucun incident notable n'a perturbé le déroulement des manifestations.

## Retransmission

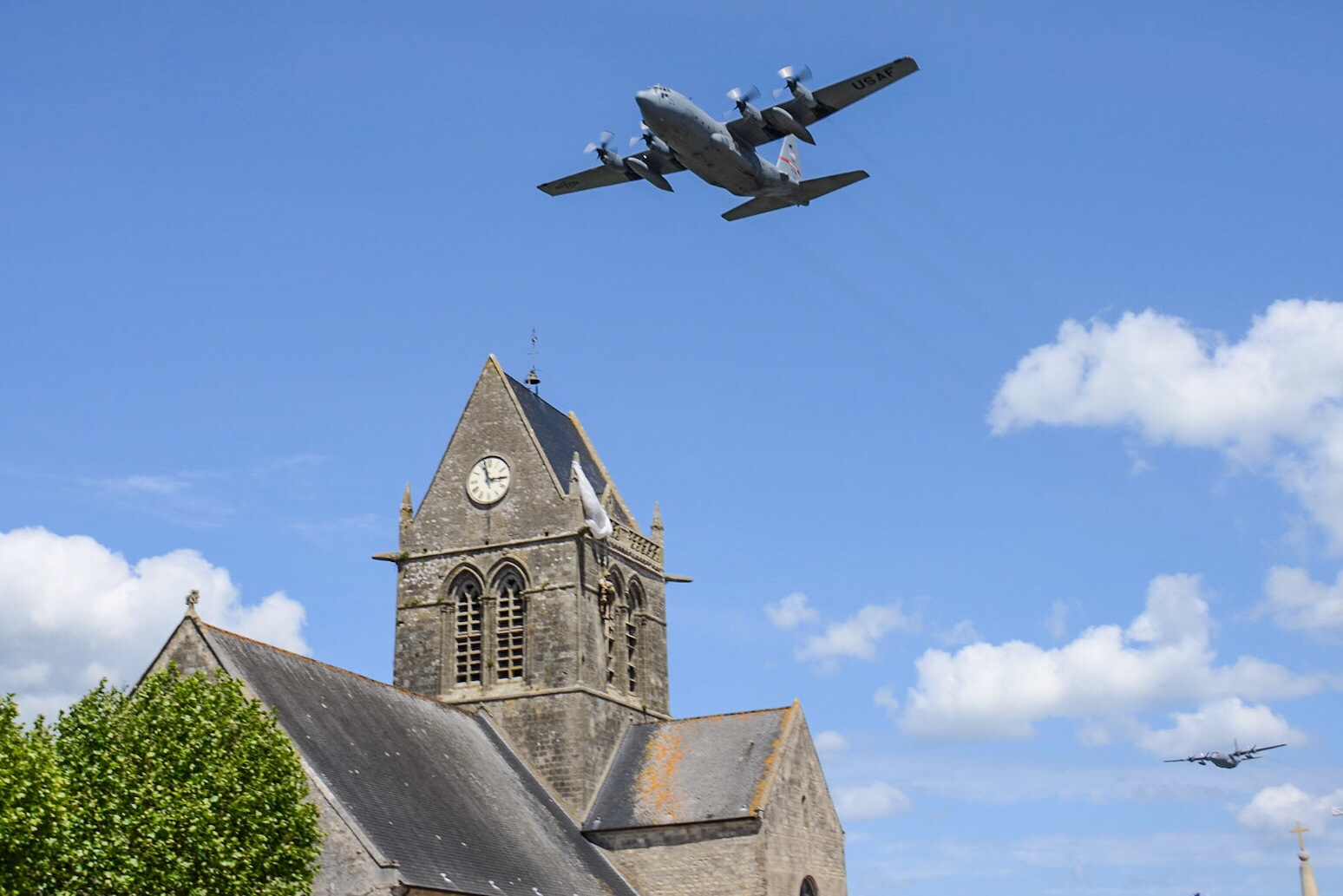
Survol de Sainte-Mère-Église par un Hercules C-130H du 165th Airlift Wing.

La retransmission de l'événement est confiée aux groupes TF1 et France Télévision. La retransmission internationale s'effectue via quatre agences internationales : Associated Press, Reuters, Agence France-Presse et ENEX.
Selon certaines sources, TF1 et France Télévision auraient demandé 200 000 euros à ces dernières pour les droits de retransmission en direct, provoquant l'indignation de certains groupes de presse y voyant une « commercialisation choquante ». Cependant, cette information est démentie par un communiqué commun de TF1 et de France Télévision qui indique que seuls les médias nationaux doivent une participation liée aux frais techniques, s'élevant à 80 000 euros,.
Les chiffres d'audience des deux chaînes au terme de la journée sont élevés. TF1 réunit 5 millions de téléspectateurs pour son journal de 13 h, et 2,5 millions lors de l'émission spéciale en direct d'Ouistreham. France 2 comptabilise 16 millions de téléspectateurs sur l'ensemble de la journée et l'ensemble de ses programmes, dont 2,9 millions lors du journal de 13 h, et 4,3 millions lors du documentaire « 6 Juin 44, la lumière de l'aube ».
Dans le monde, près d'un  milliard de télespectateurs suivent la retransmission de la commémoration de Ouistreham.

## Événements et manifestations
En dehors des cérémonies officielles du 6 juin, près de 400 manifestations sont prévues, principalement entre juin et septembre.

## Impact touristique
Près de 8 millions de touristes sont attendus en Normandie en 2014, principalement grâce aux commémorations. Finalement, 6 millions de personnes se rendent sur les plages du débarquement allié, dont 44 % d’étrangers.
Le Mémorial de Caen annonce une fréquentation en hausse de 20 % sur les cinq premiers mois de l'année.
Pour faire face à l'arrivée des visiteurs, notamment hors des horaires d'ouverture des offices de tourisme, un numéro vert est mis en place.
Entre le 5 et le 7 juin, la préfecture estime à 800 000 le nombre de visiteurs, incluant les vétérans. De nombreuses manifestations rassemblent des dizaines de milliers de personnes, dont l'embrasement de la côte le 5 juin au soir, avec près de 100 000 spectateurs sur l'ensemble de la zone de débarquement. La Patrouille de France le 7 juin aurait rassemblé 50 000 personnes. À Sainte-Mère-Église, les autorités et les organisateurs estiment entre 120 000 et 300 000 le nombre de visiteurs pour les manifestations organisées la journée, dont le lâcher de parachutistes.
Conséquence, de nombreux axes routiers sont paralysés par des « bouchons » : une dizaine de kilomètres autour du cimetière américain de Colleville-sur-Mer, jusqu'à 20 kilomètres sur la RN13 à 13 h, en direction de Sainte-Mère-Église. Ne pouvant faire face à l'affluence, le cimetière américain ferme ses portes plus tôt que prévu. La préfecture de la Manche a demandé aux automobilistes de ne plus se rendre dans la zone de La Fière, où avait lieu les parachutages.

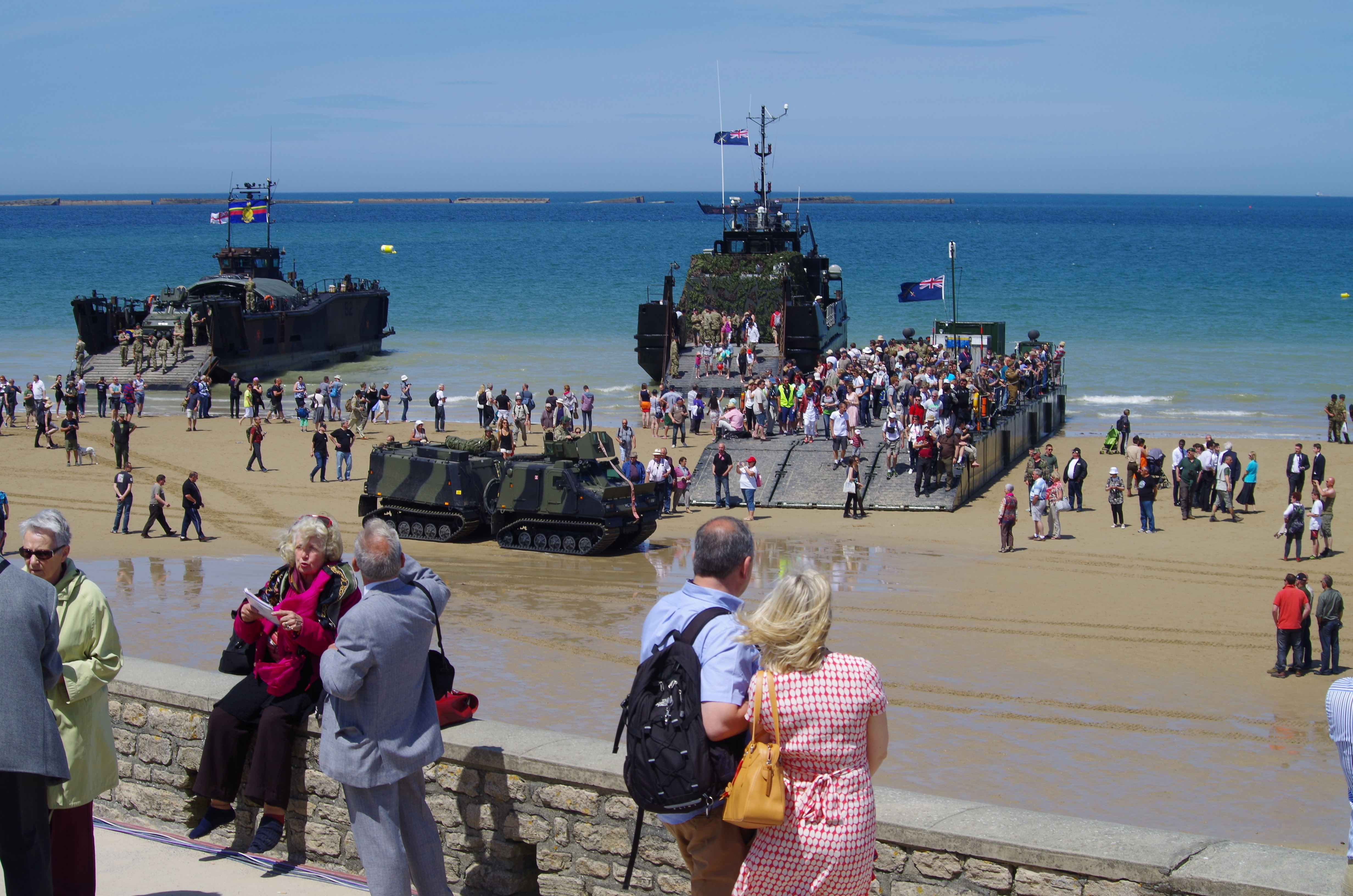
Foule de visiteurs et touristes à Arromanches, le 6 juin 2014.
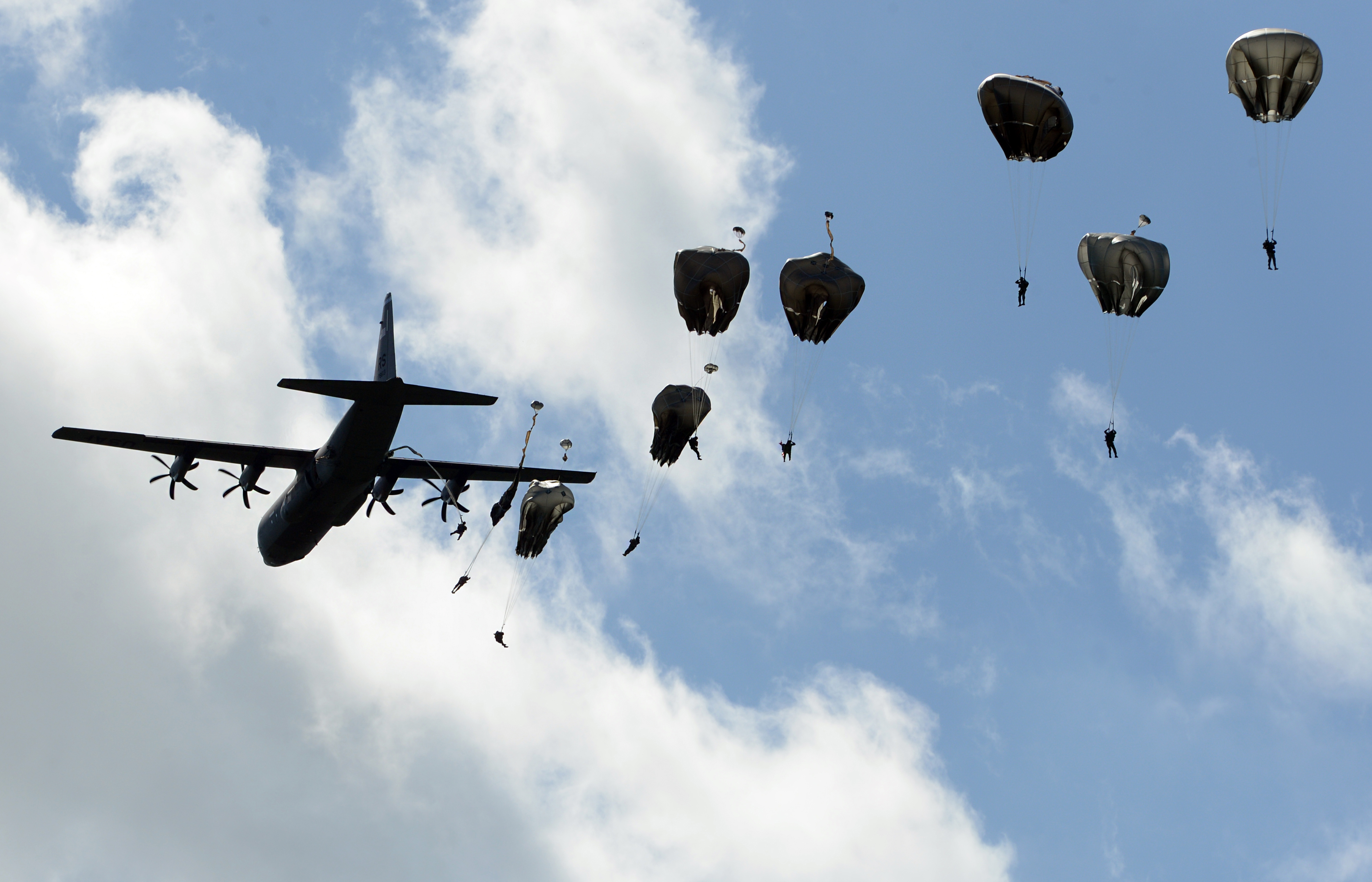
Saut de parachutistes depuis un Hercule C-130 sur Chef-du-Pont.